# Cuito (Fluss)
Der Cuito (Schreibweise auch Kuito) ist ein etwa 1000 Kilometer langer Nebenfluss des Okavango in Angola.

## Verlauf
Er entspringt im regenreichen Hochland von Bié in einem See östlich des Cubango und fließt zunächst als Wildbach in südlicher Richtung zum Kalahari-Becken. Der Fluss durchquert die Provinz Cuando Cubango und fließt in seinem Unterlauf in südöstlicher Richtung mit Mäandern durch Flussauenwiesen und Gebiete mit wasserabsorbierendem Torf und Sand, die seine Fließgeschwindigkeit hemmen, um an der Grenze zu Namibia mit dem schneller fließenden Cubango zusammenzutreffen. Beide Flüsse vereinigen sich dort zum Okavango.

## Hydrologie
Die Abflussmenge wurde aus der Differenz der beiden Pegel des Okavango in Rundu und Mukwe in m³/s berechnet, die zwar etwa 200 km auseinander liegen, aber nur den Cuito als nennenswerten Zufluss zwischen den Stationen haben.

## Erforschung
Die schwer zugängliche Quellregion des Cuito war lange Zeit kaum erforscht, insbesondere wegen des Bürgerkriegs in Angola, durch den im Hochland auch nach Ende des Konflikts 2002 viele Landminen verblieben sind. Im Jahr 2015 unternahm erstmals eine von National Geographic geleitete südafrikanische Expedition den Versuch, den Cuito in seiner ganzen Länge von seiner Quelle bis zur Mündung in den Okavango zu untersuchen. Dabei soll auch Bewusstsein für diese Region und deren touristische Potenziale geschaffen werden. Der Flusslauf ist bisher weitgehend unberührt und spielt eine wichtige Rolle bei der Versorgung des Okavangodeltas, einer der bedeutendsten Feuchtregionen Südwestafrikas.

## Schlacht von Cuito Cuanavale
Bei der Stadt Cuito Cuanavale am Zusammenfluss der Flüsse Cuito und Cuanavale kam es in der Zeit 13. Januar bis 23. März 1988 zur Schlacht von Cuito Cuanavale, der größten Schlacht in Afrika seit 1943. Damals standen sich tausende angolanischer, südafrikanischer, kubanischer und namibischer Soldaten gegenüber. In deren Verlauf kamen fast 20.000 Soldaten ums Leben.